# Ucar (district in Azerbeidzjan)
Ucar (ook geschreven als Ujar) is een district in Azerbeidzjan.
Ucar telt 80.700 inwoners (01-01-2012) op een oppervlakte van 850 km²; de bevolkingsdichtheid is dus 94,9 inwoners per km².
De hoofdstad is het gelijknamige Ucar.